# بابولین
بابولین (به عربی: بابولین) یک روستا در سوریه است که در ناحیه حیش واقع شده‌است. بابولین ۲٬۳۲۲ نفر جمعیت دارد.